# Eremurus kopet-daghensis
Eremurus kopet-daghensis là một loài thực vật có hoa trong họ Thích diệp thụ. Loài này được Karrer miêu tả khoa học đầu tiên năm 1931.